# Dîkovîceve, Novoarhanhelsk
Dîkovîceve (în ucraineană Диковичеве) este un sat în comuna Mareanivka din raionul Novoarhanhelsk, regiunea Kirovohrad, Ucraina.

## Demografie
Componența lingvistică a localității Dîkovîceve
     Ucraineană (66,67%)
     Română (33,33%)
Conform recensământului din 2001, majoritatea populației localității Dîkovîceve era vorbitoare de ucraineană (66,67%), existând în minoritate și vorbitori de română (33,33%).